# سی‌ساید (اورگن)
سیساید (به انگلیسی: Seaside) شهری در شهرستان کلتسپ ایالت اورگن است و در سرشماری سال ۲۰۱۱ میلادی، ۶٬۴۵۷ نفر جمعیت داشته که نسبت به سال ۲۰۱۰، ۰٫۵۱ درصد رشد جمعیت داشته‌است.

## موقعیت جغرافیایی
موقعیت جغرافیایی شهرها و مناطق اطراف به شرح زیر است: